# Прапор Бенілюксу
Прапор Бенілюксу — неофіційний прапор, створений на замовлення Комітету бельгійсько-нідерландсько-люксембурзького співробітництва в 1951 році  . Він є сумішшю прапорів держав-членів: Бельгії, Нідерландів і Люксембургу . Червона смуга взята з прапора Люксембургу, синя смуга — з прапора Нідерландів, а чорна смуга та жовтий лев, взяті з герба Бельгії. Лев також історично представляє Бенілюкс - або, іншими словами, нижні країни - територію в цілому, оскільки кожна складова нація має герб із зображенням лева, що стоїть обличчям ліворуч (Leo Belgicus), який уже в 17 столітті символізував Нижні землі цілком або частково.

## Символіка країн учасниц

Прапор Бельгії
Прапор Люксембургу
Прапор Нідерландів

Герб Бельгії
Герб Люксембургу
Герб Нідерландів

## Зовнішні посилання
- Вікісховище має мультимедійні дані за темою: Прапор Бенілюксу